# La Sauzière-Saint-Jean
La Sauzière-Saint-Jean (okzitanisch: La Sausièra e Sant Joan) ist eine südfranzösische Gemeinde mit 257 Einwohnern (Stand: 1. Januar 2022) im Département Tarn in der Region Okzitanien. Die Gemeinde gehört zum Arrondissement Albi und zum Kanton Vignobles et Bastides. Die Bewohner werden Sauzierains und Sauzieraines genannt.

## Lage
La Sauzière-Saint-Jean liegt etwa 45 Kilometer nordnordöstlich von Toulouse und etwa 21 Kilometer ostsüdöstlich von Montauban. Das Gemeindegebiet wird durch den Tescou, den Tescounet, den Montouyre und verschiedene andere kleine Wasserläufe entwässert.
Umgeben wird La Sauzière-Saint-Jean von den Nachbargemeinden Puycelsi im Norden und Nordosten, Salvagnac im Osten und Süden, Montgaillard im Südwesten, Saint-Urcisse im Südwesten und Westen, Montdurausse im Westen sowie Monclar-de-Quercy im Westen und Nordwesten.

## Bevölkerungsentwicklung
| Jahr                       | 1962 | 1968 | 1975 | 1982 | 1990 | 1999 | 2006 | 2013 | 2020 |
| Einwohner                  | 302  | 296  | 263  | 241  | 226  | 213  | 213  | 257  | 260  |
| Quellen: Cassini und INSEE |      |      |      |      |      |      |      |      |      |

## Sehenswürdigkeiten
- Kirche Saint-Georges in La Sauzière-Saint-Jean
- Kirche Saint-Jean
- Schloss Les Mauberets aus dem 17. bis 19. Jahrhundert